# Tyler Boland
Tyler Boland (* 12. September 1996 in St. John’s, Neufundland und Labrador) ist ein kanadischer Eishockeyspieler, der seit Juni 2023 bei den Iserlohn Roosters aus der Deutschen Eishockey Liga (DEL) unter Vertrag steht. Zuvor war der Angreifer unter anderem in der American Hockey League (AHL) und ECHL aktiv.

## Karriere

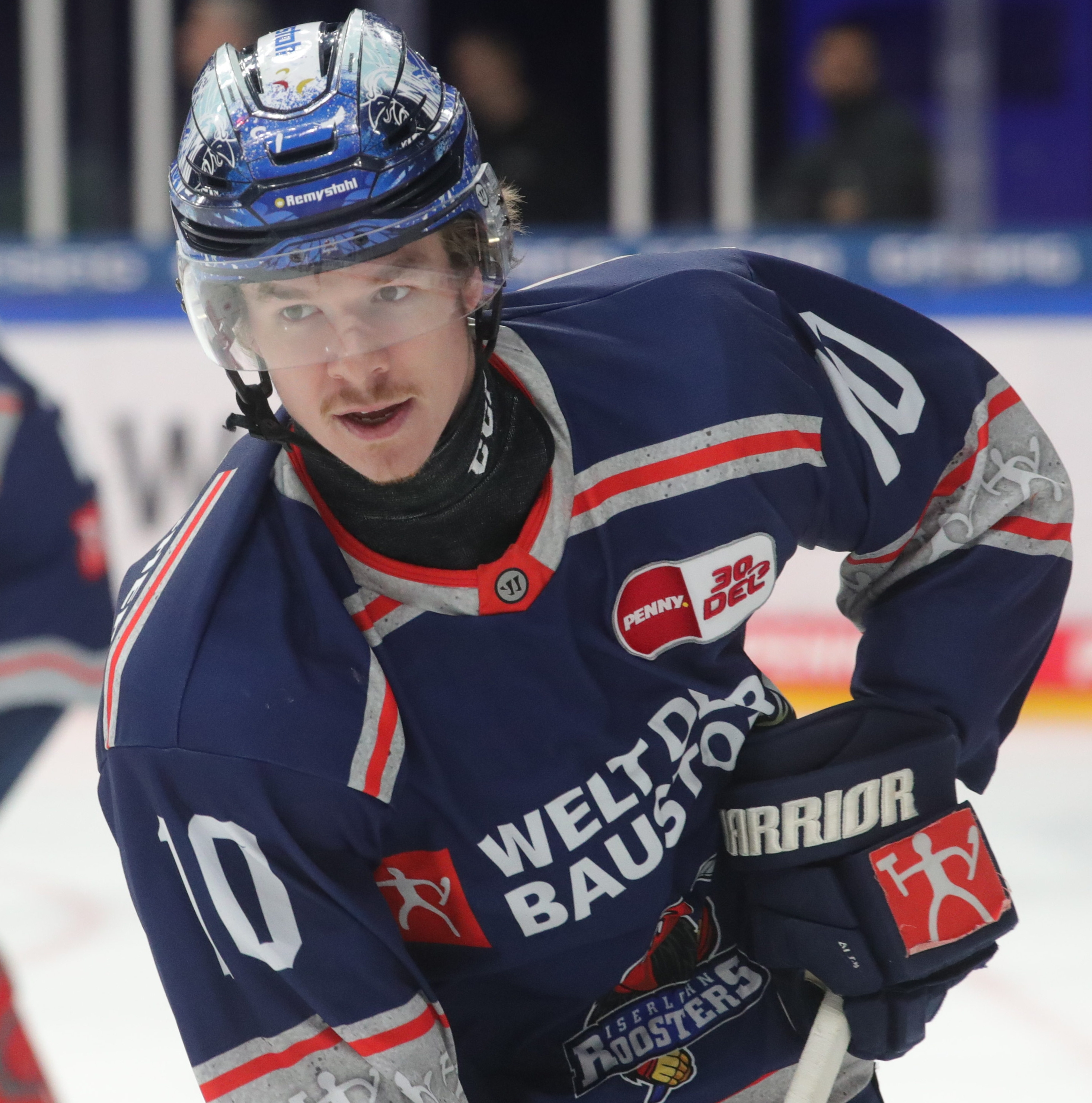
Boland im Trikot der Iserlohn Roosters (2023)

Nach Anfängen in seiner Heimatstadt St. John’s spielte Tyler Boland ab der Saison 2013/14 in der kanadischen Nachwuchsliga Ligue de hockey junior majeur du Québec (LHJMQ) für die Océanic de Rimouski, von denen er im Entry Draft desselben Jahres in der zehnten Runde an insgesamt 180. Stelle ausgewählt worden war. Im Frühjahr 2015 gewann er mit dem Team die Meisterschaft, die Coupe du Président, und nahm anschließend mit dem Team am prestigeträchtigen Memorial Cup teil. Der Stürmer konnte seine Tor- und Punkteausbeute Jahr für Jahr steigern und war in seinem Abschlussjahr als Juniorenspieler, der Saison 2016/17 mit 48 Toren und 103 Scorerpunkten in 68 Hauptrunden-Spielen einer der beiden erfolgreichsten Angreifer.
Fünf Jahre lang spielte er anschließend in der kanadischen Universitätsliga von Atlantic University Sport (AUS) im Spielbetrieb des nationalen Verbands U Sports, während er parallel Sportmanagement an der University of New Brunswick studierte. Mit den Varsity Reds gewann er in den Jahren 2018 und 2019 die Meisterschaft. Ein dritter Titel in Folge wurde durch den coronabedingten Saisonabbruch im Frühjahr 2020 verhindert. Für Boland persönlich war die Spielzeit 2019/20 bis zum vorzeitigen Ende die persönlich erfolgreichste: Mit 20 Toren und 28 Vorlagen in 30 Partien war er im Universitätsbereich landesweit der Topscorer und wurde auch in das All-Star-Team der AUS-Liga berufen. Die Saison 2020/21 wurde wegen der COVID-19-Pandemie vollständig ausgesetzt und auch im Folgejahr wurde ein Großteil der Spiele wegen ansteigender Infektionszahlen abgesagt. Die Winter-Universiade 2021, für die Boland nominiert war, fiel Corona ebenfalls zum Opfer.
Wegen der unklaren Situation im Universitätssport entschied er sich Anfang 2022 mit 25 Jahren für einen Einstieg in das Profigeschäft – in der Organisation der Winnipeg Jets aus der National Hockey League (NHL), an deren Rookie-Camp er 2017 bereits teilgenommen hatte. In der Saison 2021/22 war er noch hauptsächlich bei den Newfoundland Growlers in der ECHL im Einsatz und überzeugte dort vor allem in den Playoffs mit 25 Scorerpunkten in 19 Spielen. Entsprechend lief er in der folgenden Spielzeit überwiegend für die Manitoba Moose in der höherklassigen American Hockey League (AHL) auf. Im Sommer 2023 entschied er sich für einen Wechsel nach Europa und unterzeichnete einen Vertrag bei den Iserlohn Roosters in der Deutschen Eishockey Liga (DEL). In der Saison 2023/24 war er mit 21 Toren in der Hauptrunde der erfolgreichste Torschütze seines Teams und gehörte zu den zehn besten Torschützen der Liga. Im vorentscheidenden Spiel um den Klassenerhalt am 47. Spieltag gegen den direkten Konkurrenten, die Augsburger Panther, erzielte Boland beide Treffer zum 2:1-Sieg. Sein Vertrag in Iserlohn wurde am Saisonende verlängert.

## Erfolge und Auszeichnungen
| - 2015 Coupe-du-Président-Gewinn mit Océanic de Rimouski - 2018 Meisterschaft der Atlantic University Sport mit der University of New Brunswick - 2019 Meisterschaft der Atlantic University Sport mit der University of New Brunswick - 2019 University-Cup-Gewinn mit der University of New Brunswick | - 2019 U Sports (AUS) Second All-Star Team - 2020 U Sports (AUS) First All-Star Team - 2020 U Sports (AUS) First All-Canadian Team - 2022 Meisterschaft der Atlantic University Sport mit der University of New Brunswick |

## Karrierestatistik
Stand: Ende der Saison 2024/25